# 李坤城 (政治人物)
李坤城（1973年5月3日—），中華民國政治人物，民主進步黨籍，現任新北市第三選舉區立法委員。曾擔任三屆新北市議會議員，2022年放棄競選市議員連任並擔任民進黨發言人；2023年3月因投入立委初選，不再擔任發言人，其後通過初選，並當選立委。

## 選舉紀錄
| 年度 | 選舉屆數             | 選舉區           | 所屬政黨   | 得票數  | 得票率 | 當選標記 | 備註 |
| ---- | -------------------- | ---------------- | ---------- | ------- | ------ | -------- | ---- |
| 2010 | 第一屆新北市議員選舉 | 新北市第三選舉區 | 民主進步黨 | 21,409  | 6.68%  |          |      |
| 2014 | 第二屆新北市議員選舉 | 新北市第三選舉區 | 民主進步黨 | 26,809  | 9.20%  |          |      |
| 2018 | 第三屆新北市議員選舉 | 新北市第三選舉區 | 民主進步黨 | 23,227  | 7.91%  |          |      |
| 2024 | 第十一屆立法委員選舉 | 新北市第三選舉區 | 民主進步黨 | 100,141 | 53.30% |          |      |

## 事件

### 被徐巧芯舉中指
李坤城曾經因為國民黨強闖《選罷法》等三法，因此對徐巧芯痛批「國民黨詐騙」，立刻引來徐巧芯直接一根中指回應，並怒嗆：「比你中指啦！垃圾黨！」

## 外部連結
- 李坤城的Facebook專頁粉絲團
- 李坤城的Instagram帳戶